# Evangeline Lilly

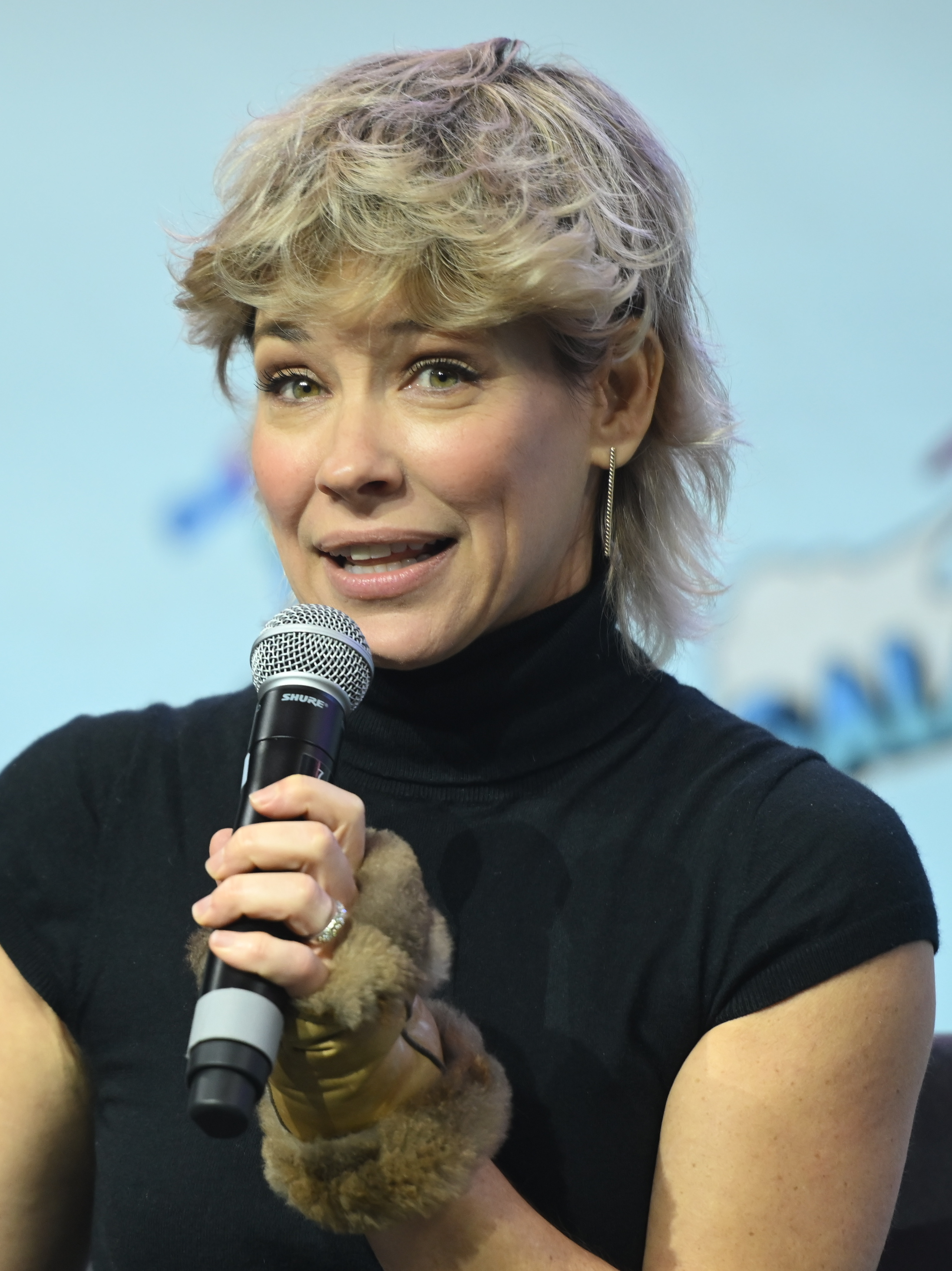
Evangeline Lilly (2024)

Nicole Evangeline Lilly (* 3. August 1979 in Fort Saskatchewan, Alberta) ist eine ehemalige kanadische Schauspielerin und Autorin, die durch ihre Rolle der Katherine (Kate) Austen in der US-amerikanischen Fernsehserie Lost weltweit bekannt wurde.

## Leben
Entdeckt wurde Lilly in Kelowna (British Columbia) von der Model-Agentur Ford. Obwohl sie sich zuerst für eine Modelkarriere entschied, unterzeichnete sie bei Ford nur den Vertrag, um ihr Studium an der University of British Columbia zu finanzieren. Im Alter von 18 Jahren lebte sie mit einer protestantischen Gruppe kurze Zeit auf den Philippinen, um dort humanitäre Hilfe zu leisten. Des Weiteren engagiert sich Lilly bis heute für den amerikanischen Umweltschutz und arbeitet teilweise mit der Naturschutzorganisation Sierra Club zusammen.
Von 2004 bis 2010 spielte sie die Rolle der Kate Austen in der US-amerikanischen Fernsehserie Lost und wurde im März 2007 von den Lesern der US-Zeitschrift TV Guide zur erotischsten Frau im US-Fernsehen gewählt. 2011 gab Regisseur Peter Jackson bekannt, dass Lilly die Rolle der Tauriel in der Verfilmung von J. R. R. Tolkiens Buch Der Hobbit übernehme. Dabei handelt es sich um eine Figur, die im Buch nicht auftaucht und eigens für die Verfilmung geschaffen wurde. Im selben Jahr spielte sie an der Seite von Hugh Jackman in Real Steel. Im Jahr 2015 übernahm sie die Rolle der Hope van Dyne / Wasp in der Comicverfilmung Ant-Man von Marvel. Dieselbe Rolle verkörperte sie auch 2018 in der Fortsetzung Ant-Man and the Wasp, 2019 in Avengers: Endgame sowie 2023 in Ant-Man and the Wasp: Quantumania mit.
2008 schloss Lilly einen Modelvertrag mit Davidoff Cool Water ab. 2014 veröffentlichte Lilly ihr erstes Kinderbuch The Squickerwonkers, das bisher auf Englisch, Portugiesisch und Deutsch erschien. 2024 gab sie das Ende ihrer Schauspielkarriere bekannt.

## Privates
Lilly war von 2001 bis 2003 mit dem kanadischen Eishockeyspieler Murray Hone verheiratet. Zwischen 2004 und 2009 war sie mit ihrem britischen Schauspielkollegen Dominic Monaghan zusammen. Sie ist liiert mit Norman Kali, der am Set von Lost arbeitete. Im Mai 2011 bekam Lilly ihr erstes Kind, einen Sohn. Im Oktober 2015 bekam Lilly ihr zweites Kind. Sie lebt auf Hawaii.

## Filmografie
- 2002: Judgment Day (Fernsehserie)

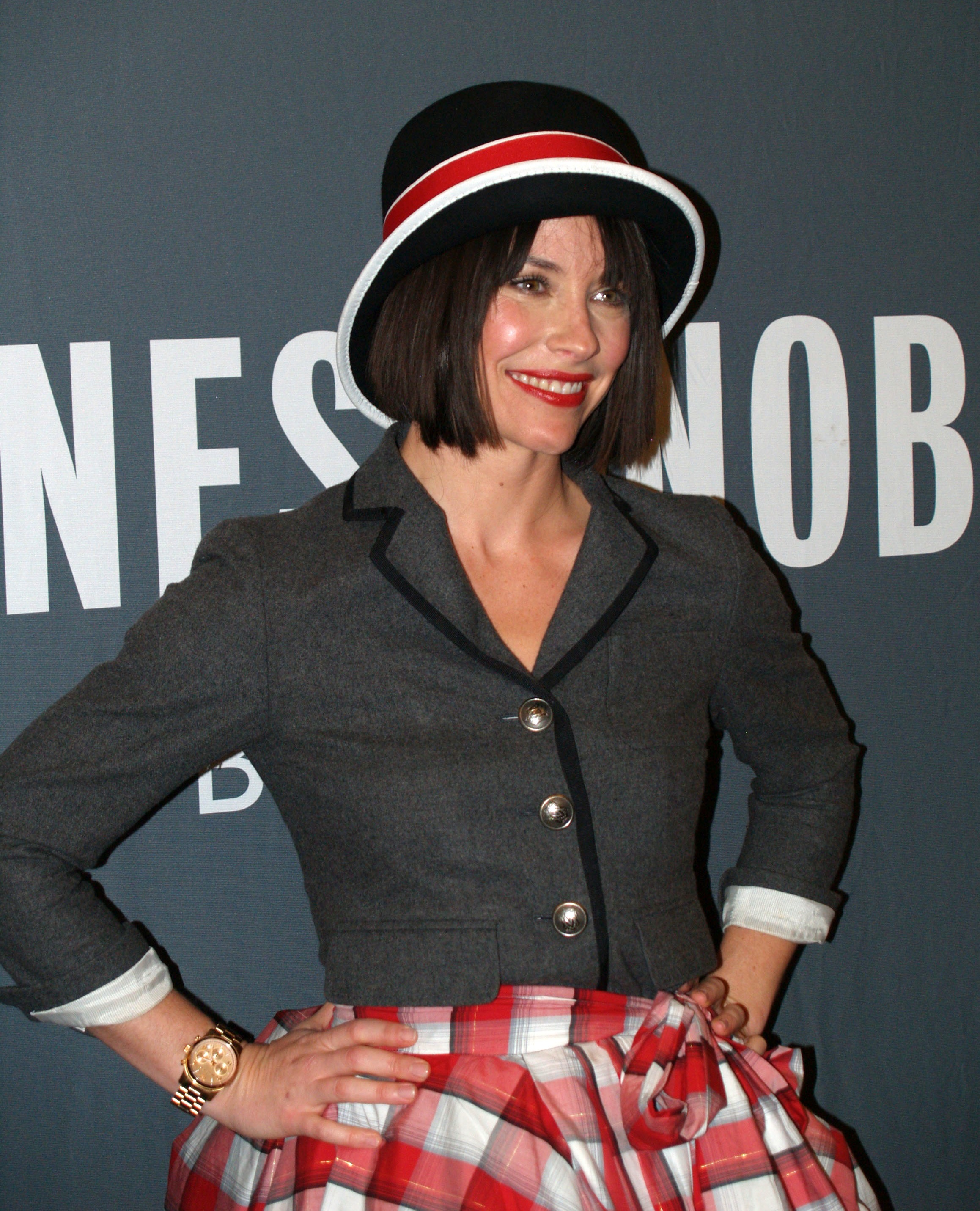
Evangeline Lilly 2014 bei der Buchvorstellung von The Squickerwonkers

- 2002–2004: Smallville (Fernsehserie, 4 Episoden)
- 2003: Popstar auf Umwegen (The Lizzie McGuire Movie)
- 2003: Stealing Sinatra
- 2003: Freddy vs. Jason
- 2003: Tru Calling – Schicksal reloaded! (Tru Calling) (Fernsehserie, Episode 1x07)
- 2004: Kingdom Hospital (Fernsehserie, Episode 1x08)
- 2004: White Chicks
- 2004–2010: Lost (Fernsehserie, 114 Episoden)
- 2005: Mein verschärftes Wochenende (The Long Weekend)
- 2008: Ein Engel im Winter (Afterwards)
- 2008: Tödliches Kommando – The Hurt Locker (The Hurt Locker)
- 2011: Real Steel
- 2013: Der Hobbit: Smaugs Einöde (The Hobbit: The Desolation of Smaug)
- 2014: Der Hobbit: Die Schlacht der Fünf Heere (The Hobbit: The Battle of the Five Armies)
- 2015: Ant-Man
- 2017: Little Evil
- 2018: Ant-Man and the Wasp
- 2019: Avengers: Endgame
- 2021: Crisis
- 2021: What If…? (Fernsehserie, Episode 1x05, Stimme)
- 2021: South of Heaven
- 2023: Ant-Man and the Wasp: Quantumania

## Auszeichnungen
Lost
- 2007: Golden Globe Award – Nominierung als Beste Serien-Hauptdarstellerin – Drama
- 2005: Satellite Award – Nominierung als Beste Fernsehserie (Drama)
- 2005: Academy of Science Fiction, Fantasy and Horror Film Award – Nominierung als Beste Serien-Hauptdarstellerin
- 2006: National Television Award – Nominierung als Beste Serien-Hauptdarstellerin
- 2006: Screen Actors Guild Award für das Beste Schauspielensemble in einer Fernsehserie – Drama

Tödliches Kommando – The Hurt Locker
- 2010: Gotham Award für das Beste Schauspielensemble
- 2010: Alliance of Women Film Journalists Award für das Beste Schauspielensemble
- 2010: Denver Film Critics Society Award – Nominierung als Beste Schauspielensemble
- 2010: Washington D.C. Area Film Critics Association Award – für das Beste Schauspielensemble
- 2010: Screen Actors Guild Award – Nominierung als Beste Schauspielensemble
- 2018: Giffoni Experience Award